# Cyclorana novaehollandiae

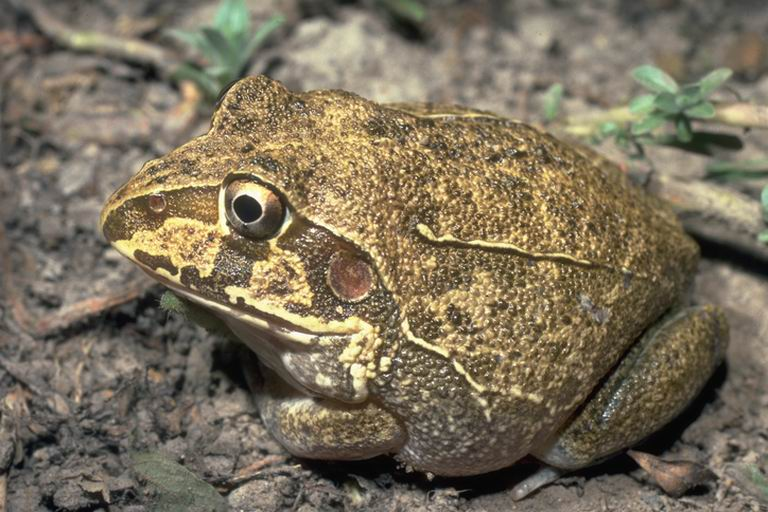
Fotografia d'un especimen de Cyclorana novaehollandiae.

Cyclorana novaehollandiae és una espècie de granota que es troba als estats australians de Nova Gal·les del Sud i Queensland.